# Salmanasar I

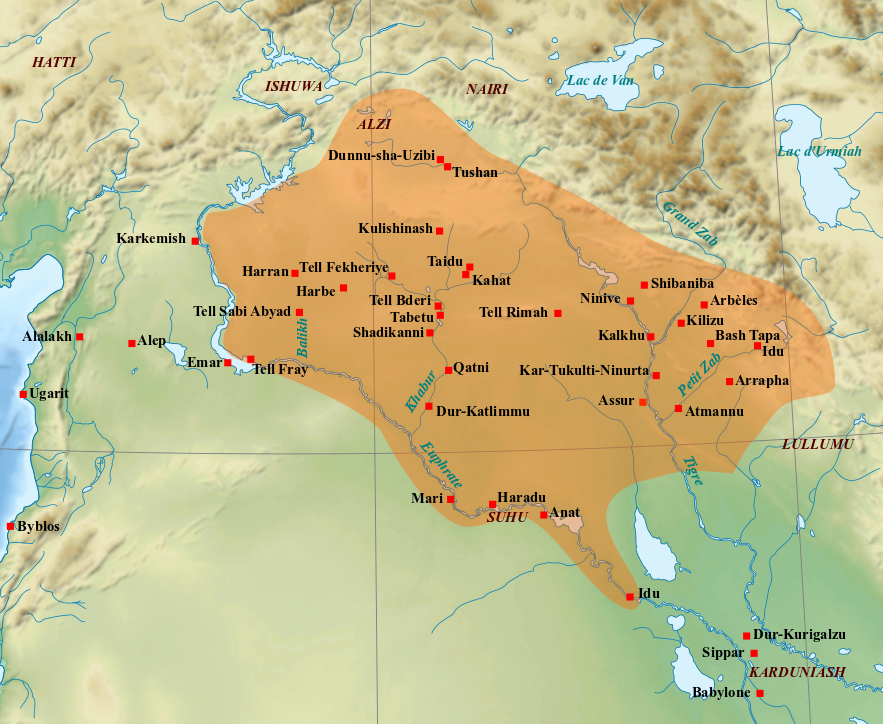
Zasięg terytorialny królestwa średnioasyryjskiego w okresie jego największego rozwoju (koniec XIII - początek XI w. p.n.e.). Za panowania Salmanasara I - po wcieleniu państwa Mitanni - zachodnia granica Asyrii sięgała miasta Karkemisz nad Eufratem.

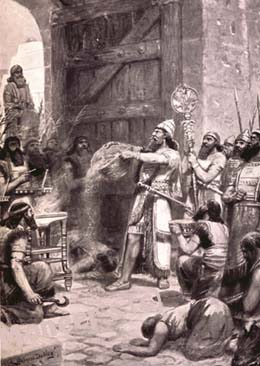
król Salmanasar I rozsypujący popioły i gruzy ze zdobytego miasta Arinu przed bramą miejską w Aszur.

Salmanasar I, właśc. Salmanu-aszared I (akad. Salmānu-ašarēd) – władca Asyrii, syn i następca Adad-nirari I, ojciec i poprzednik Tukulti-Ninurty I. Według Asyryjskiej listy królów panować miał przez 30 lat. Jego rządy datowane są na lata 1273-1244 p.n.e.

## Imię
Rodzime, akadyjskie imię tego władcy brzmi Salmānu-ašarēd i znaczy „Bóg Salmanu jest pierwszy/najważniejszy”. W transliteracji z pisma klinowego zapisywane ono było mdSILIM-ma-nu-a-šá-re-di, (m)dSILIM-ma-nu-MAŠ, m(d)SILIM-ma-nu-SAG, dSILIM-ma-an-SAG lub mdSILIM.MA.MAŠ.

## Wyprawy wojenne
Wyprawy wojenne Salmanasara I, zakończone znacznymi zdobyczami terytorialnymi, skierowane były przede wszystkim przeciw krainom leżącym na północ i północny zachód od Asyrii. Ich przebieg znany jest z najdłuższej zachowanej inskrypcji tego władcy, poświęconej jego działaniom wojennym. Zgodnie z zawartą w niej relacją Salmanasar I w początkowym okresie swych rządów wyprawił się przeciw krainie Urartu, występującej w inskrypcji pod nazwą Uruaṭri. Tam podbił on osiem regionów, zdobywając i paląc 51 miast. Regiony te, poza dostarczeniem młodych mężczyzn do służby w asyryjskiej armii, płacić również musiały asyryjskiemu królowi coroczny trybut.
Kolejnym celem armii asyryjskiej stało się miasto Arinu, „święte miasto założone na skale”. Po zdobyciu i zniszczeniu tego miasta Salmanasar I dokonał symbolicznego aktu rozsypania soli na jego ruinach. Po powrocie do Asyrii asyryjski król w kolejnym symbolicznym geście wysypał popioły i gruzy zabrane z tego miasta przed bramą miejską swej stolicy Aszur.
Salmanasar I wyprawił się także do Hanigalbatu, gdzie opór stawiły mu wojska tamtejszego władcy, Szattuary II, któremu z pomocą przyszły armie Hetytów i Ahlamu. Asyryjski król rozbił wojska koalicji, biorąc do niewoli 14400 jeńców. Jeńcy na rozkaz króla zostali oślepieni i zabrani do Asyrii - jest to jeden z najwcześniejszych znanych przypadków przymusowej deportacji pojmanej ludności. W trakcie swej kampanii w Hanigalbacie Salmanasar I zdobył też dziewięć ufortyfikowanych centrów kultowych i zniszczył 180 miast. W innych inskrypcjach tego króla można znaleźć krótkie wzmianki dotyczące podboju krain Qutû (Gutium), Lullub/mu, Šubaru (Subartu) i Muṣri (Musri).

## Działalność budowlana
Większość z inskrypcji Salmanasara I upamiętnia przede wszystkim jego dokonania budowlane. Władca ten odbudował zniszczoną w pożarze świątynię boga Aszura w mieście Aszur, dodając do niej dwie wieże. W Aszur odnowił również świątynię asyryjskiej bogini Isztar, sanktuarium bogini Ninuaittu (Isztar z Niniwy) oraz sanktuarium Szeruy i Dagana. W Niniwie Salmanasar I odbudował świątynię Isztar i zigurat. Jedna z jego inskrypcji upamiętnia odbudowę budowli kultowych w innych miastach. Wzmiankowane są w niej m.in. jego prace budowlane przy świątyni i ziguracie Isztar w Talmussu, świątyni i ziguracie Isztar w Arbeli, ziguracie Aszura w Aszur oraz świątyniach Adada w Kahat i Isanie. Świeckie projekty budowlane Salmanasara I obejmowały m.in. prace przy bramie Libūr-šalḫī w Aszur oraz przy nowym pałacu w tym mieście.

## Hetycki list
Znany jest list zapisany w języku hetyckim, który do Salmanasara I wysłał nie wymieniony z imienia król Hetytów (najprawdopodobniej Hattusili III lub Tudhalija IV). W liście tym król hetycki nazywa Salmanasara I „bratem”, wskazując tym samym na równy status obu władców.

## Późniejsza tradycja
O niektórych dokonaniach Salmanasara I wspominają inskrypcje późniejszych asyryjskich władców. W inskrypcjach Aszurnasirpala II (883-859 p.n.e.) z Kalhu Salmanasar I wymieniany jest jako władca, który przed Aszurnasirpalem II prowadził w tym mieście prace budowlane. Aszurnasirpal II wspomina też w swych inskrypcjach o ponownym przejęciu kontroli nad pewnymi miastami i twierdzami w krainie Nairi, które wcześniej znajdować się miały w posiadaniu Salmanasara I. Asarhaddon (680-669 p.n.e.) w swej inskrypcji wymienia Salmanasara I jako tego władcę, który odbudował świątynię boga Aszura po pożarze, który miał miejsce w 434 lata po odbudowaniu tej świątyni przez Szamszi-Adada I (1814-1782 p.n.e.). Wreszcie w inskrypcji Sin-szar-iszkuna (626-612 p.n.e.) Salmanasar I występuje jako najwcześniejszy budowniczy świątyni boga Nabu w Aszur, co może wskazywać, iż to on był władcą, który wprowadził kult tego boga w Asyrii.